# Mesochorus terminalis
Mesochorus terminalis là một loài tò vò trong họ Ichneumonidae.